# Коростенко (станція)
Коростенко (пол. Krościenko) — прикордонна залізнична станція Польських залізниць.
Розташована на лінії Самбір — Стар'ява — Коростенко — Загір'я у місті Устрики-Долішні. Найближча станція Стар'ява (10 км) на схід та Устрики-Долішні (8 км) на захід. Відстань до кордону з Україною - 3 км. 

## Рух
У минулому крізь станцію пролягав рух потягів до Загір'я, Сянока і Ясла, а також до Перемишля через Хирів.
У 2010-2022 регулярний пасажирський рух був відсутній, здійснювався лише до станції Угерці за 27 км на захід від Коростенка. 
3 березня 2022 року станцію після короткої реконструкції відкрито для тимчасових спеціальних гуманітарних поїздів, якими з польсько-українського кордону перевозили українських біженців.  
12 червня 2022 року Polregio відновив рух регіональних поїздів на ділянці Сянок - Устрики-Долішні. 16 липня того ж року інший перевізник, Товариство локальних залізничних перевезень запровадило рух цим же маршрутом із більшою кількістю пар поїздів. 
Проте ці потяги не доїздять до Коростенка. Станом на січень 2023 року будь-який пасажирський рух по станції відстутній.